# Pseudacteon affinis
Pseudacteon affinis är en tvåvingeart som beskrevs av Borgmeier 1962. Pseudacteon affinis ingår i släktet Pseudacteon och familjen puckelflugor. Inga underarter finns listade i Catalogue of Life.